# Fažana
Fažana (italijansko Fasana) je istrsko naselje na Hrvaškem, manjše pristanišče, sedež istoimenske občine, ki upravno spada pod Istrsko županijo.
Fažana je izhodiščno pristanišče za obisk Brionov.
Fažana, popis 1991; skupaj: 2.716

## Geografija
Fažana leži na zahodni istrski obali, okoli 8 km severno od Pulja, ob lokalni cesti, ki vodi iz Vodnjana v Pulj.

## Zgodovina
V rimski dobi je bila Fažana center proizvodnje keramičnih predmetov. Okoli 2 km južno od Fažane, v zalivu Ribnjak, so bili med arheološkimi izkopavanji odkriti ostanki rimskega dvorca.
Obstoj in gospodarstvo Fažane je bilo v zadnjem stoletju tesno povezano z razvojem Pule in tudi Brionskega otočja.

## Fažana danes
V zadnjih desetletjih se je Fažana preoblikovala iz ribiškega naselja v manjše mestece. V zadnjih letih so tod zgradili veliko hiš in stanovanjskih blokov, tudi za potrebe turizma.

## Znamenitosti
Župnijska cerkev sv. Kuzme in Damjana je razširjena nekdanja gotska cerkev, z gotskim portalom in ostanki renesančnih fresk. Cerkev »sv. Elizeja« v Fažani je bila zgrajena v Drugi polovici 6. stoletja, na ostankih poznoantične gradnje. Druga cerkev v naselju, »cerkev sv. Marije od Karmela« je bila zgrajena v 14. stoletju in ima dobro ohranjene freske iz obdobja gotike.

## Demografija
| Pregled števila prebivalcev po letih | Pregled števila prebivalcev po letih | Pregled števila prebivalcev po letih | Pregled števila prebivalcev po letih | Pregled števila prebivalcev po letih | Pregled števila prebivalcev po letih | Pregled števila prebivalcev po letih | Pregled števila prebivalcev po letih | Pregled števila prebivalcev po letih | Pregled števila prebivalcev po letih | Pregled števila prebivalcev po letih | Pregled števila prebivalcev po letih | Pregled števila prebivalcev po letih | Pregled števila prebivalcev po letih | Pregled števila prebivalcev po letih |
| ------------------------------------ | ------------------------------------ | ------------------------------------ | ------------------------------------ | ------------------------------------ | ------------------------------------ | ------------------------------------ | ------------------------------------ | ------------------------------------ | ------------------------------------ | ------------------------------------ | ------------------------------------ | ------------------------------------ | ------------------------------------ | ------------------------------------ |
| 1857                                 | 1869                                 | 1880                                 | 1890                                 | 1900                                 | 1910                                 | 1921                                 | 1931                                 | 1948                                 | 1953                                 | 1961                                 | 1971                                 | 1981                                 | 1991                                 | 2001                                 |
| 413                                  | 508                                  | 525                                  | 637                                  | 994                                  | 1452                                 | 1410                                 | 1408                                 | 799                                  | 765                                  | 1271                                 | 1538                                 | 1879                                 | 2716                                 | 3050                                 |

Pri zadnjem popisu prebivalstva leta 2001 je dveh naseljih občine, v Fažani in Valbaldonu živelo 3050 prebivalcev.